# Buick LaCrosse
La LaCrosse è un'autovettura con finiture lussuose prodotta dalla Buick dal 2005. In America settentrionale, ha sostituito la Century. In Canada il modello è commercializzato come Buick Allure.

## Prima generazione (2005-2009)

### In Nord America
La LaCrosse ha fatto il suo debutto nel tardo 2004 per il model year 2005. Basata sul pianale W della General Motors, la prima serie della LaCrosse fu inizialmente disponibile con due scelte di gruppo motopropulsore e tre livelli di allestimento. Il motore V6 3800 Series III da 3,8 L di cilindrata era disponibile con gli allestimenti CX (che era quello base) e CXL (quello medio), mentre il propulsore V6 HFV6 era offerto con l'allestimento CXS. La trazione era anteriore, e il moto era trasmesso alle ruote anteriori grazie a un cambio automatico 4T65-E.
La produzione della prima serie del modello è iniziata il 7 settembre 2004. Assemblata a Oshawa, in Canada, è stata offerta con un solo tipo di carrozzeria, berlina quattro porte. Il motore era installato anteriormente.

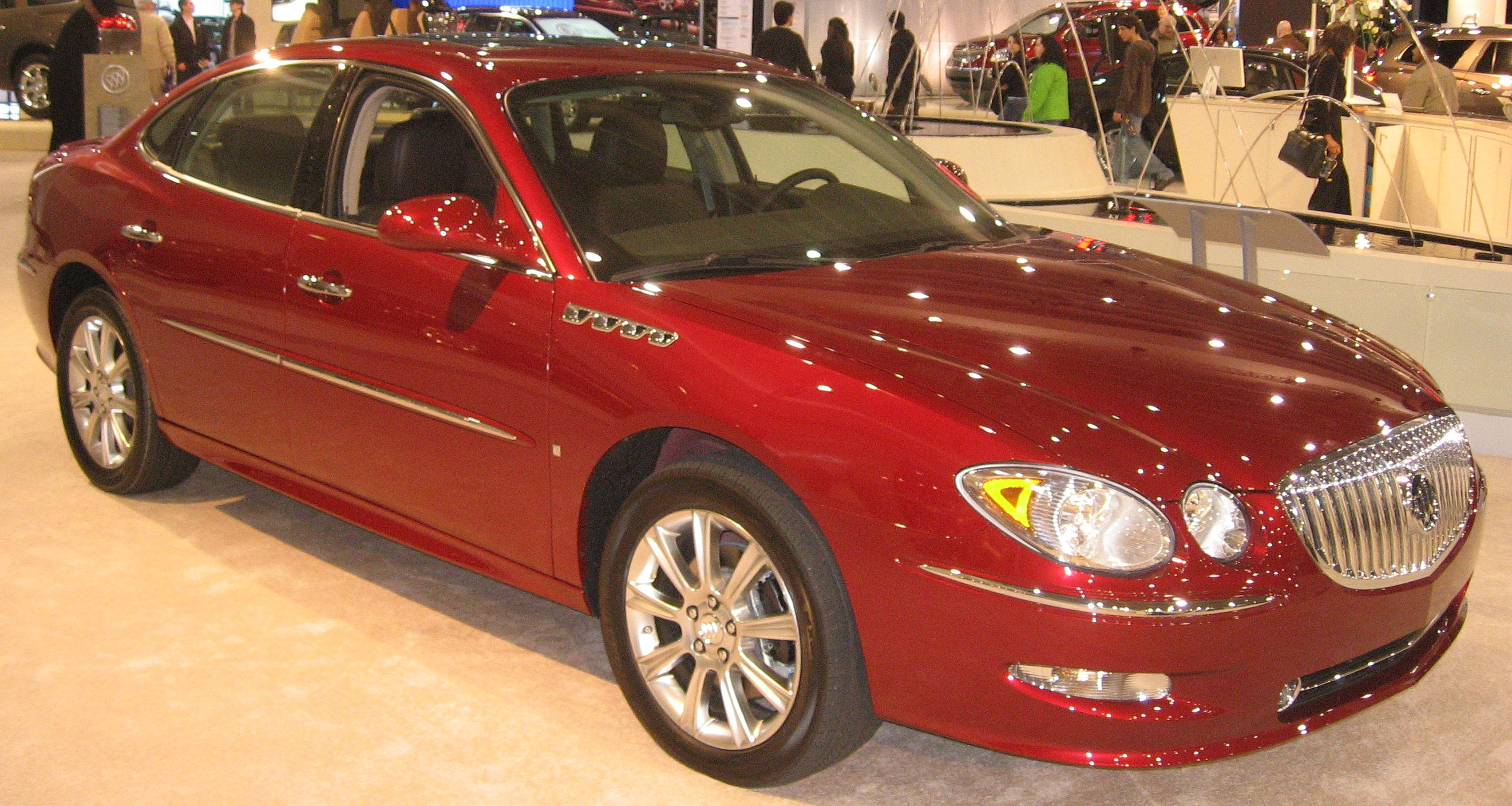
LaCrosse restyling 2008

Il nome del modello deriva da una omonima concept car del 2000, che prende a sua volta la denominazione da uno sport, il lacrosse. In Canada il modello è conosciuto come Allure perché il termine "la crosse", in francese del Québec, significa masturbazione e truffa. La Allure è stato il modello Buick più venduto in Canada fino al 2008, quando il suo posto è stato preso dalla Enclave.
La LaCrosse e tutti gli altri modelli dotati del motore V6 da 3,8 L, diventarono i primi veicoli del 2006 classificabili come SULEV (cioè Super Ultra Low Emission Vehicles, che significa "veicolo a emissioni nocive ultrabasse").
L'ultimo esemplare di LaCrosse è uscita dalle catene di montaggio il 23 dicembre 2008. Nell'ultimo anno di produzione, il modello è stato oggetto di un restyling. La parte frontale fu aggiornata, e la sua nuova linea si ispirava alla concept car Buick Velite, che più tardi avrebbe influenzato la LaCrosse venduta in Cina. Sempre nello stesso anno, debuttò un nuovo allestimento denominato Super che era dotato, tra l'altro, del cambio automatico a quattro rapporti 4T65E-HD.

#### Sicurezza
A seguito di crash test eseguiti sul modello, l'Insurance Institute for Highway Safety diede il giudizio di Good per gli impatti frontali e Marginal per quelli laterali. Riguardo invece ai danni causati da impatti laterali, l'istituto citato diede il giudizio di Poor per la zona del tronco e Marginal per la zona del bacino. Sempre per gli impatti laterali, la LaCrosse del 2007 ricevette solamente una stella (su cinque) dal National Highway Traffic Safety Administration.

#### I modelli
| Anni      | Modello | Motore                | Cilindrata | Potenza             | Coppia               | Consumi                                     |
| --------- | ------- | --------------------- | ---------- | ------------------- | -------------------- | ------------------------------------------- |
| 2005–2009 | CX CXL  | L26 V6 da 3.8 L       | 3.791 cm³  | 200 CV @ 5.200 giri | 312 N•m @ 4.000 giri | Città: 14 L/100 km Autostrada: 8,4 L/100 km |
| 2005–2009 | CXS     | LY7 V6 da 3,6 L       | 3.564 cm³  | 240 CV @ 6.000 giri | 305 N•m @ 2000 giri  | Città: 14 L/100 km Autostrada: 9,4 L/100 km |
| 2008      | Super   | 5.3 L LS4 V8 da 5,3 L | 5.327 cm³  | 300 CV @ 5.600 giri | 438 N•m @ 4.000 giri | Città: 15 L/100 km Autostrada: 9,8 L/100 km |

L'allestimento CXS è stato sostituito nel 2008, sul mercato nordamericano, dall'allestimento Super.

### In Cina

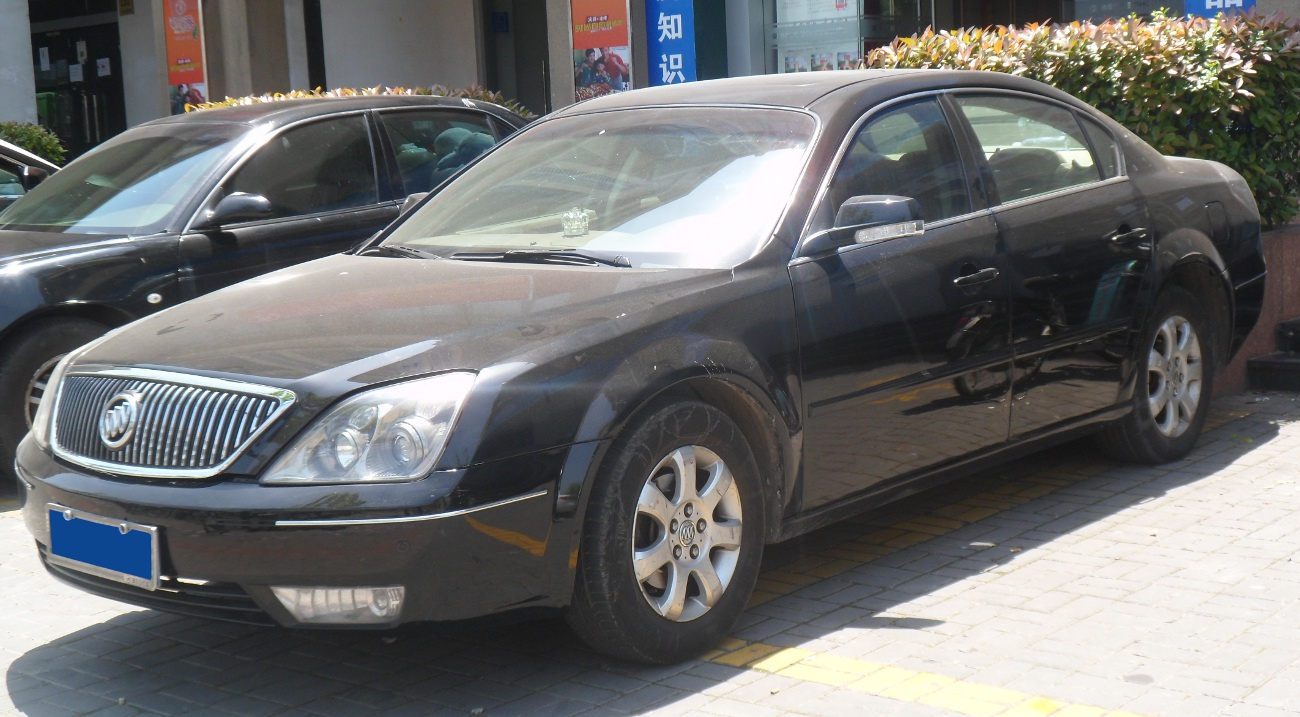
Una Buick LaCrosse cinese

Per il model year 2007, la divisione cinese della General Motors ha introdotto la La Crosse anche nel paese asiatico. Il modello si collocava, nella gamma Buick in Cina, appena sopra la Regal, di cui costitutiva la versione un po' più lussuosa.
Progettata in Cina, questa La Crosse cinese è basata sulla stessa architettura dell'omonimo modello nordamericano, ma possiede degli interni e una linea differenti, oltre che una diversa gamma di motori. Il modello, prodotto a Shanghai, è anche assemblato a Taiwan.
Offerta solo con carrozzeria berlina quattro porte, è anch'essa basata sul pianale W della General Motors. Il motore è montato anteriormente e la trazione è all’avantreno. I motori offerti sono due. La scelta è tra un quattro cilindri in linea da 2,4 L di cilindrata, e un V6 da 3 L. Anche i cambi disponibili sono due, entrambi automatici (più precisamente, a quattro o sei rapporti).

#### La versione Eco-Hybrid
Nel 2008, la divisione della General Motors di Shanghai ha introdotto, sulla LaCrosse, un sistema ibrido. Questo modello speciale è stato il primo veicolo ibrido ad essere stato introdotto sul mercato cinese, ed è stata la prima vettura nel proprio segmento con queste caratteristiche.

## Seconda generazione (2010-2015)

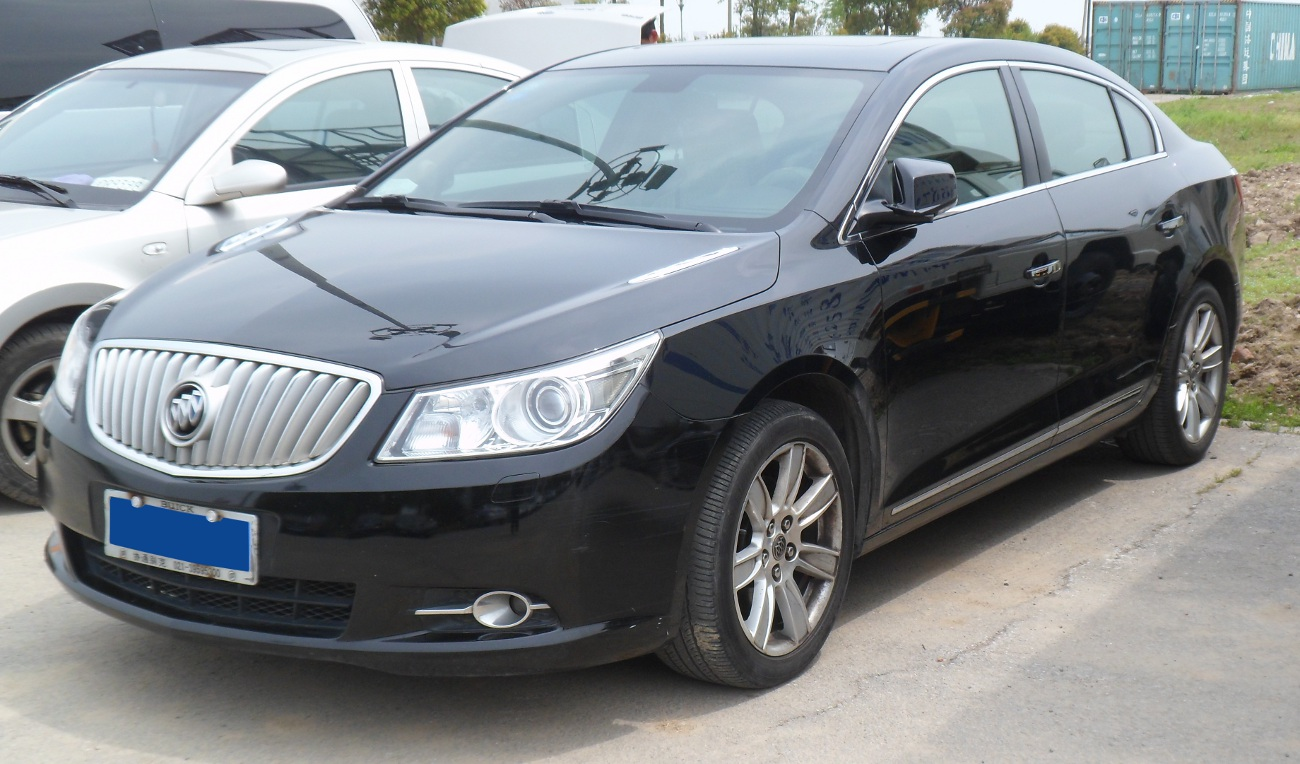
Una Buick LaCrosse cinese

Nel 2010 è stata introdotta la seconda serie della LaCrosse. È basata sul pianale Epsilon II, che condivide con la Opel Insignia. Il design è basato sulla concept car Buick Invicta del 2008. Questa seconda serie ha sostituito sia la prima serie per il Nord America, che la prima generazione venduta sul mercato cinese. Nelle intenzioni della Buick, la nuova LaCrosse dovrebbe competere con i modelli Lexus. Dal 2011, con l'uscita di scena della Lucerne e con il lancio della nuova Regal, la LaCrosse non è più vista come modello di accesso alla gamma Buick, ma come berlina sportiva e vettura ammiraglia della gamma. È prodotta dal 15 giugno 2009.
La seconda serie della LaCrosse è stata presentata al pubblico al salone dell'automobile di Detroit del 2009. Questa seconda generazione del modello è stata anche mostrata al salone dell'automobile di Montreal dello stesso anno come Buick Allure, anche se, poco dopo l'inizio della produzione, la General Motors ha rinominato il modello "LaCrosse". Ciò è stato fatto per rimarcare il carattere dell'offerta del modello, che è di respiro internazionale. La General Motors, però, offre ai clienti canadesi la possibilità di cambiare il nome della vettura in "Allure", con la conseguente sostituzione degli emblemi e delle scritte.
In occasione del lancio della seconda serie della LaCrosse, la produzione è stata spostata da Oshawa a Kansas City. All'estero, è anche assemblata a Shanghai, in Cina, ed a Bupyeong in Corea del Sud.
Il motore Ecotec a quattro cilindri in linea da 2,4 L di cilindrata ha sostituito il propulsore V6 da 3 L come motore standard sull'allestimento CX. Il motore V6 da 3,6 L continua a essere un'opzione sugli allestimenti CX e CXL, mentre è offerto tra l'equipaggiamento standard sugli allestimenti CXS e CXL.
La Buick LaCrosse del 2010 è stato il primo modello nordamericano ad avere in dotazione le sospensioni HiPer Strut. Questo schema di sospensioni incrementa la maneggevolezza e riduce lo sforzo sul volante. La Buick LaCrosse CXS include un sistema di gestione degli ammortizzatori in tempo reale che regola la capacità di assorbimento delle vibrazioni e degli scossoni, con l'obbiettivo di incrementare ulteriormente il comfort e la maneggevolezza.

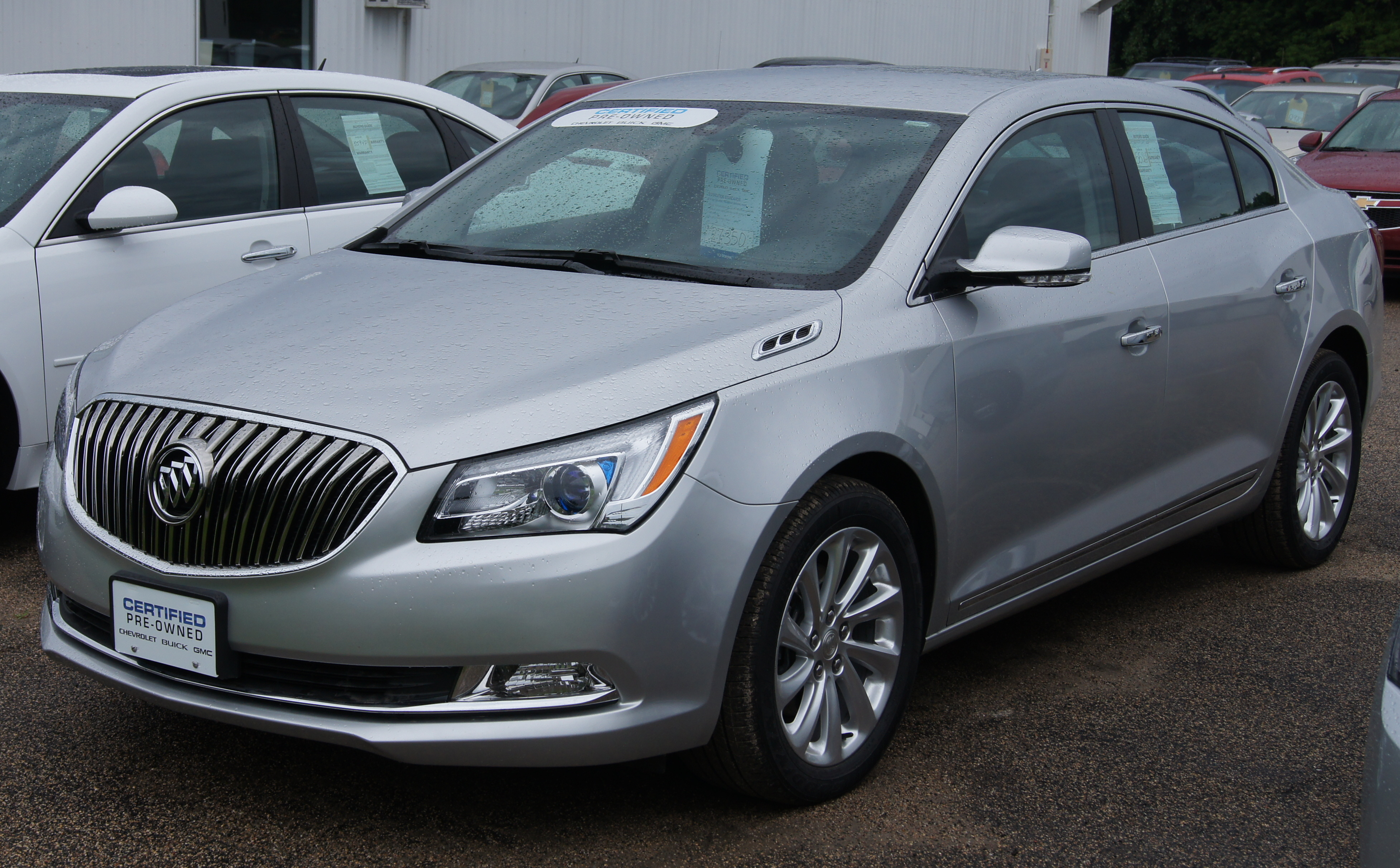
LaCrosse restyling 2014

La LaCrosse è venduta in Messico dal 2010, in concomitanza del ritorno del marchio Buick nel paese americano dopo 13 anni di assenza.
Nel febbraio 2012 il Governo cinese ha eliminato la Buick LaCrosse (insieme a tutti gli altri modelli stranieri) dall'elenco dei veicoli acquistabili dallo Stato tramite appalti pubblici. Oltre a essere stata popolare tra gli ufficiali di governo, la LaCrosse è diffusa anche tra gli utenti privati.
Offerta solo con carrozzeria berlina quattro porte, la seconda serie della LaCrosse è basata sul pianale Epsilon II della General Motors. Il motore è montato anteriormente e la trazione può essere anteriore o integrale. Nel 2014 il modello è stato oggetto di un restyling.

### L'eAssist
La LaCrosse del 2012 include anche un modello con tecnologia microibrida tra i suoi modelli di base. Denominato eAssist, ha in sostanza introdotto la seconda generazione dei veicoli ibridi della General Motors. Il motore a quattro cilindri non ibrido non è più offerto. Il nuovo sistema ibrido consiste in una batteria agli ioni di litio ed un motore elettrico da 15 kW che sono in grado di aggiungere 15 CV supplementari durante le fasi di accelerazione. Inoltre è offerta l'ultima generazione di trasmissione GM Hydramatic 6T40 con componenti a basso attrito.
In aggiunta al surplus di potenza fornito al motore a quattro cilindri da 2,4 L e 182 CV, questo sistema permette le funzionalità di un sistema Stop & Start durante le fasi di sosta forzata della vettura, e consente una totale eliminazione del carburante dall'alimentazione durante le fasi di rilascio dell'acceleratore.

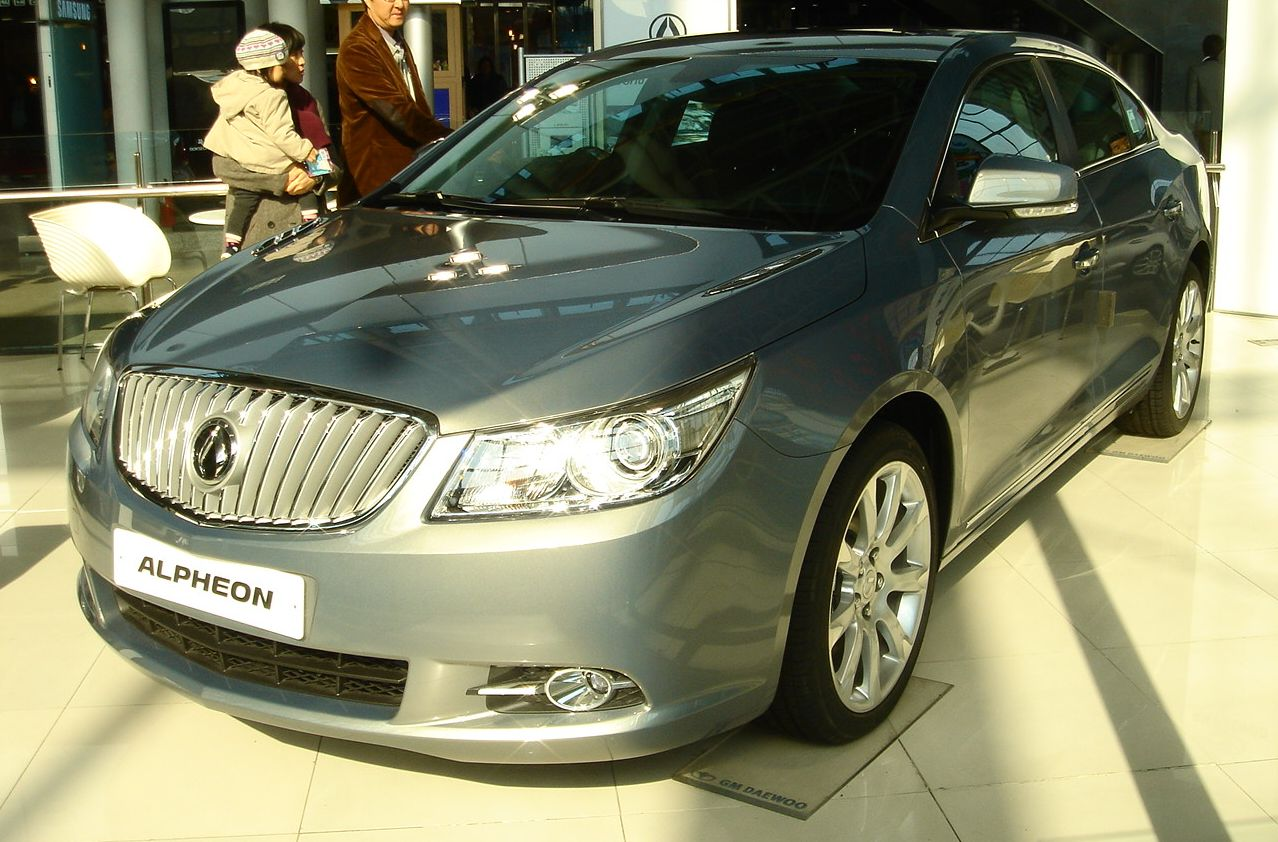
Una Daewoo Alpheon

### La LaCrosse sudcoreana: la Alpheon (2010-2015)
La Daewoo Alpheon è la versione locale della Buick LaCrosse per il mercato sudcoreano. È stata presentata al pubblico al salone dell'automobile di Pusan nel 2010.
La produzione è iniziata il 9 agosto 2010 allo stabilimento Daewoo di Bupyeong. La Alpheon è stata poi lanciata nel settembre dello stesso anno. I motori disponibili erano due. Il primo aveva una cilindrata da 2,4 L, mentre il secondo di 3,0 L. La produzione terminò nel 2015 sostituita dalla Chevrolet Impala importata dagli Stati Uniti.

### I motori e le trasmissioni
| Anni | Modelli                                                  | Tipo                                                      | Potenza             | Coppia               |
| ---- | -------------------------------------------------------- | --------------------------------------------------------- | ------------------- | -------------------- |
| 2010 | CX, CXL (trazione anteriore)                             | Ecotec a quattro cilindri in linea da 2,4 L di cilindrata | 182 CV              | 233 N•m              |
| 2010 | CX, CXL                                                  | LF1 V6 da 3 L                                             | 255 CV a 6.950 giri | 294 N•m a 5.600 giri |
| 2010 | CXS                                                      | LLT V6 da 3,6 L                                           | 280 CV a 6.400 giri | 351 N•m a 5.200 giri |
| 2011 | CX, CXL (trazione anteriore)                             | Ecotec a quattro cilindri in linea da 2,4 L               | 182 CV              | 233 N•m              |
| 2011 | Tutti                                                    | LLT V6 da 3,6 L                                           | 280 CV a 6400 giri  | 351 N•m a 5.200 giri |
| 2012 | Trazione anteriore (Base e Premium 1)                    | Ecotec a quattro cilindri in linea da 2,4 L con eAssist   | 182 CV              | 233 N•m              |
| 2012 | Trazione anteriore (eccetto la Base), trazione integrale | LFX V6 3,6 L                                              | 303 CV a 6.800 giri | 358 N•m a 5.300 giri |

Tutti i modelli sono equipaggiati con il cambio automatico 6T70 a sei rapporti.

## Terza generazione (2015-2023)
Lo sviluppo della terza generazione della LaCrosse inizia già nel 2012 e coinvolge sia il quartier generale della General Motors di Detroit e sia quello di Russelsheim in Germania della Opel; la casa tedesca era responsabile dello sviluppo sia delle piattaforme di base che dei motori di piccola cilindrata. Il debutto della terza serie di LaCrosse avvenne al North American International Auto Show di Detroit nel 2015 come model year 2017. La vettura si basa sulla nuova piattaforma modulare E2XX (Epsilon 2 alleggerito e allargato), ossatura che sarà adottata anche da altri modelli come la seconda generazione della Opel Insignia nonché dalla Chevrolet Malibù e Impala.
Stilisticamente evolve le linee della seconda serie arrotondate e muscolose e si avvicina al family feeling dei modelli Opel (che negli Stati Uniti son venduti dalla stessa Buick). Nel particolare la nuova calandra richiama direttamente la storica Buick WildCat II concept car del 1954.

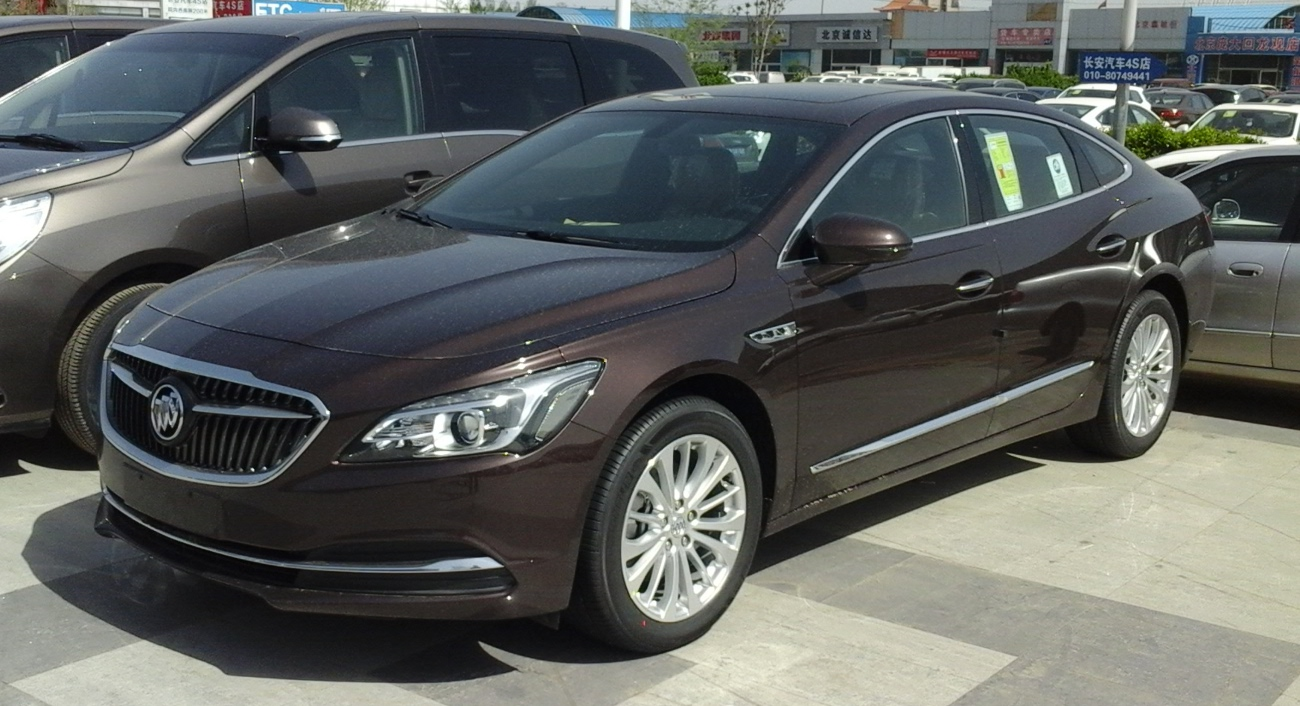
Una Buick LaCrosse cinese

La carrozzeria viene allungata di e raggiunge i 5,017 metri, la latghezza è di 1,866 metri e l’altezza è pari a 1,460 metri. L’aerodinamica viene migliorata rispetto alla vecchia serie con il tetto più basso di 40 millimetri che discende verso la coda raccordandosi stile fastback con un accenno di spoiler sul posteriore. La plancia totalmente inedita anch’essa si ispira ai modelli Opel nelle forme con il tunnel raccordto alla plancia superiore, con lo schermo del sistema multimediale IntelliLink touchscreen 8 pollici con connessione wi-fi, internet 4G, servizi General Motors OnStar e compatibilita Android Auto e Apple CarPlay. Nel 2016 la LaCrosse viene presentata per il mercato cinese prodotta localmente dalla GM-SAIC presso l’impianto di Shanghai.
Il telaio di base E2XX è una struttura a trazione anteriore oppure integrale con motore anteriore in posizione trasversale, le sospensioni anteriori sono di tipo MacPherson, solo sui modelli a trazione anteriore con cerchi in lega da 20 pollici viene utilizzata la struttura MacPherson HiPerStrut (sviluppata da Opel). Al retrotreno viene utilizzato un nuovo multilink a 5 bracci. Lo scheletro della carrozzeria è realizzato in acciai alto resistenziali e l’intera struttura è più leggera di 140 kg rispetto alla precedente LaCrosse.

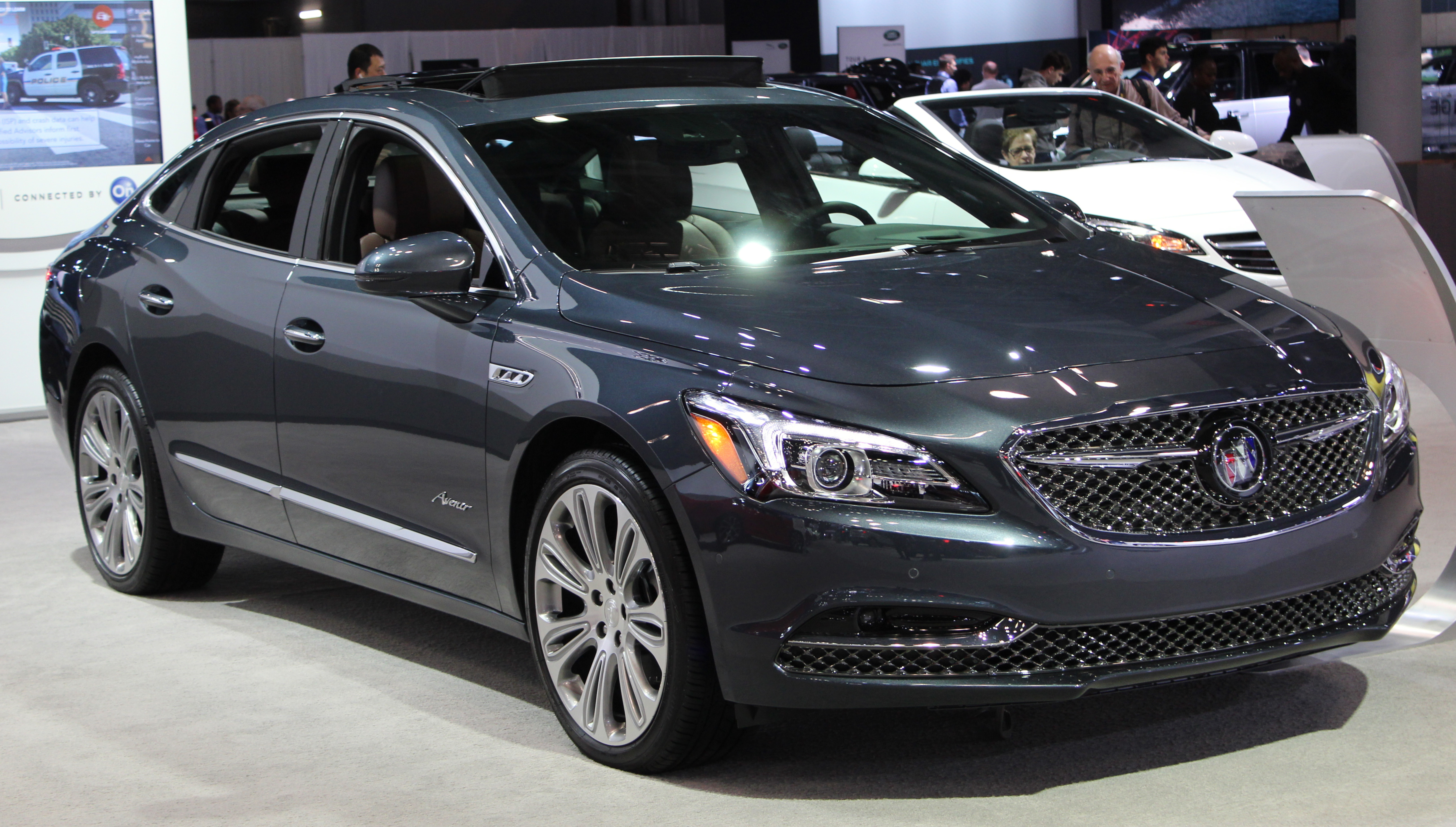
Una Buick LaCrosse Avenir

### LaCrosse Avenir
Nel novembre 2017 viene presentata la versione Avenir che rappresenta il modello più lussuoso della gamma LaCrosse. La Avenir presenta rifiniture e dettagli specifici come la calandra e le feritoie laterali cromate, cerchi in lega da 19 o 20 pollici, logo Avenir presente sulla fiancata, sui poggiatesta e sul battitacco, interni in pelle marrone e in opzione color ebano, tetto panoramico e sistema multimediale con impianto audio Bose Centerpoint Surround. La Avenir viene prodotta solo con motore 3,6 litri V6 benzina sia a trazione anteriore che integrale. La versione Avenir prodotta in Cina dispone anche del motore 2.0 litri Turbo a benzina.

### Fine della produzione americana
Nel novembre 2018 la General Motors annuncia un piano di ristrutturaIone globale che colpisce soprattutto gli Stati Uniti e che prevede la chiusura di cinque stabilimenti e la fine della produzione di 10 modelli; tra questi figura la fabbrica di Hamtramck dove la LaCrosse veniva prodotta. La decisione è dovuta soprattutto al calo di vendita delle vetture con carrozzeria berlina a favore dei SUV. La LaCrosse nonostante la rinnovata terza generazione non aveva trovato riscontri favorevoli sul mercato nord americano e le vendite erano in costante declino e per questo motivo la casa madre GM decise di chiudere lo stabilimento per concentrarsi sui più redditizi SUV. Tuttavia la berlina Buick continuava a godere di un ottimo successo in Cina dove continuerà a essere regolarmente prodotta e aggiornata e per la prima volta esportata anche in alcuni paesi come centro e sud america ed emirati arabi.

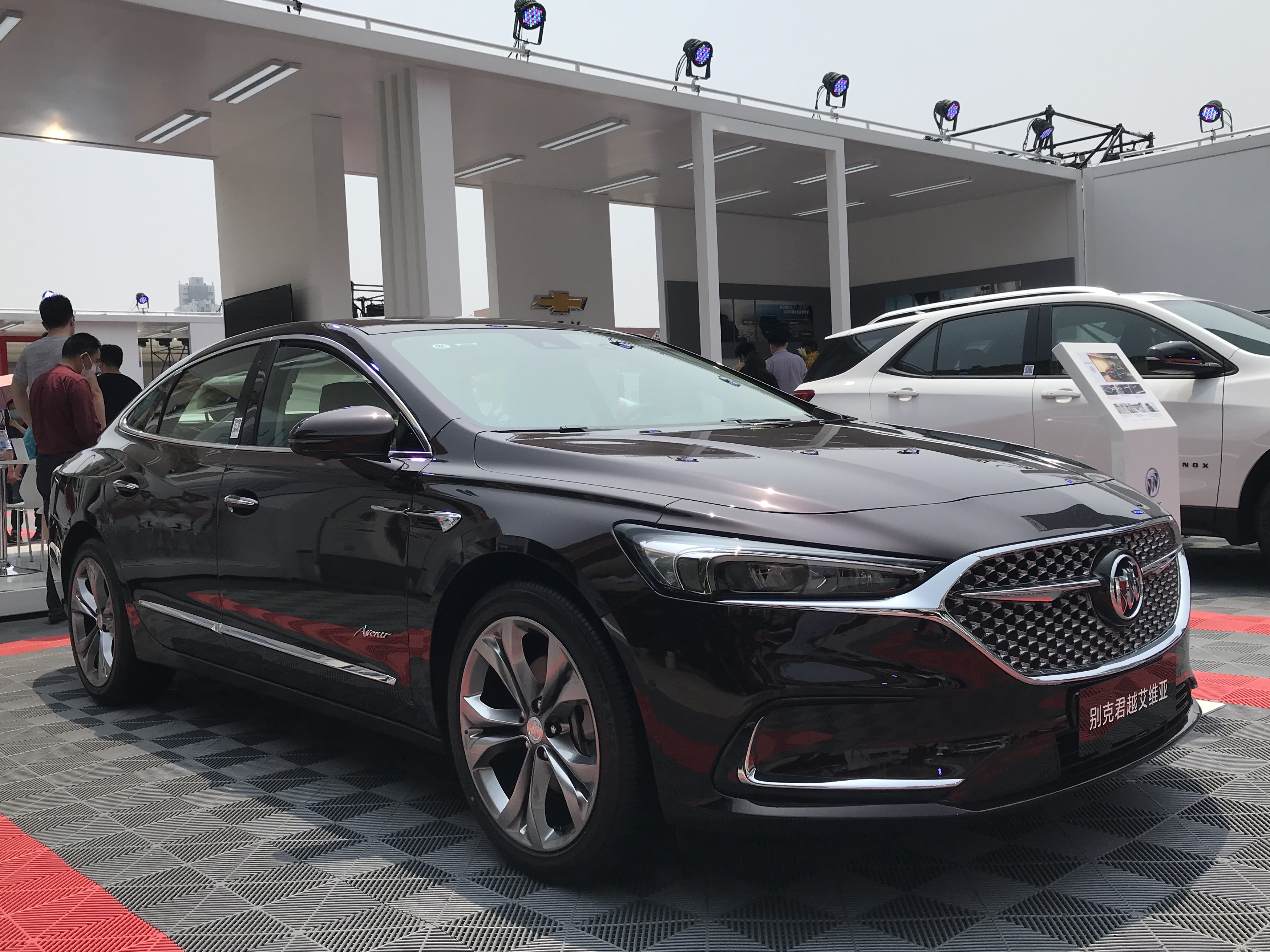
LaCrosse restyling 2019

### Restyling 2019 per la Cina
Nel marzo 2019 viene presentato il restyling della LaCrosse per il mercato cinese, dove la vettura viene prodotta localmente. 

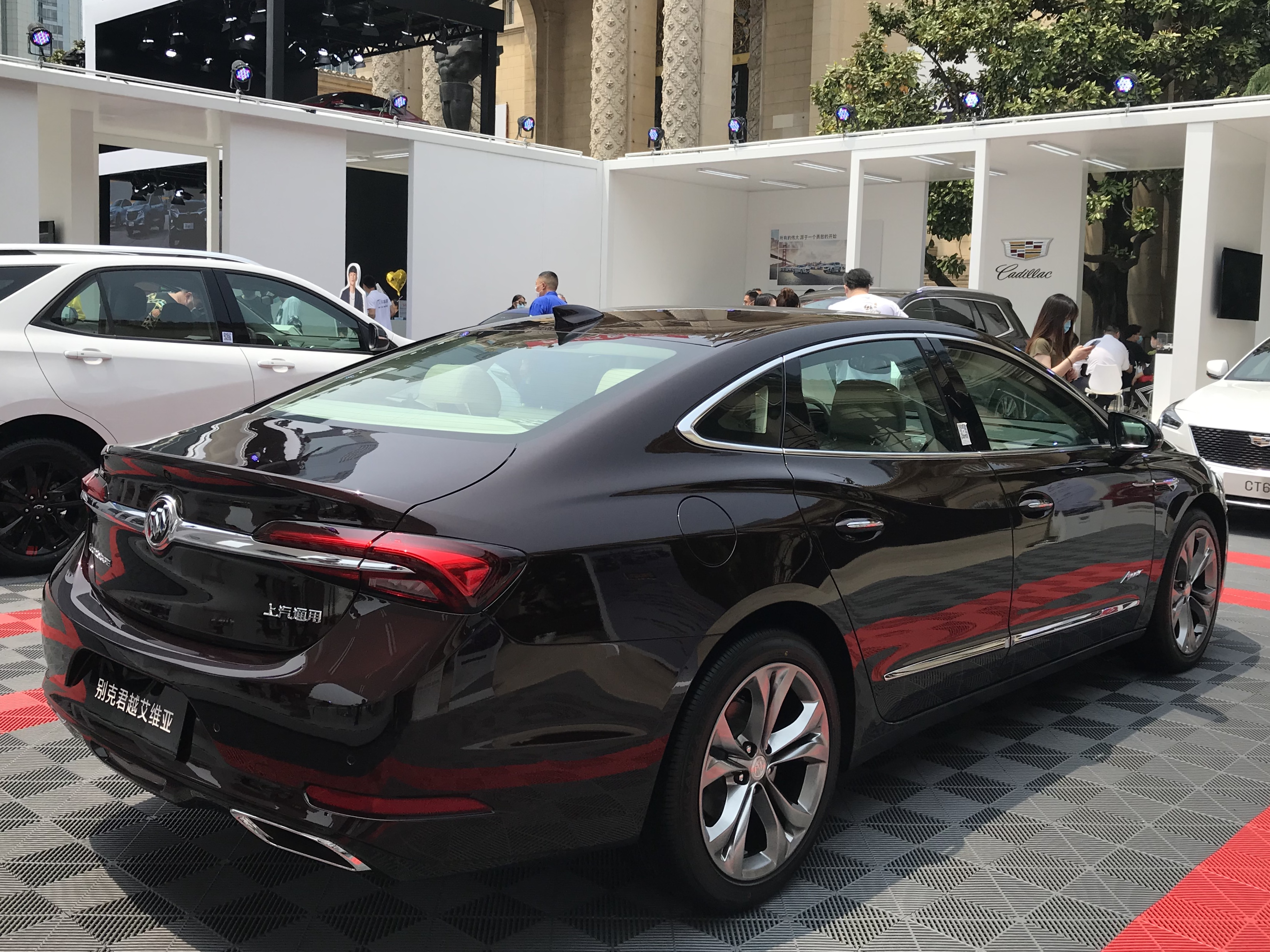
Vista posteriore

Nonostante il restyling era inizialmente previsto anche per il mercato nord americano la vettura non sarà più venduta. Le principali modifiche riguardano sia il profilo estetico che le motorizzazioni: debutta la nuova calandra di dimensioni maggiori con due baffi che intercorrono fino a sotto le estremità dei fari anch’essi dal nuovo disegno, nuovi paraurti anteriori e posteriori e nuovo portellone posteriore con una cromatura che intercorre orizzontalmente e incorpora il marchio Buick. La gamma motori si compone del nuovo 1,3 litri tre cilindri turbo erogante 160 cavalli che in Cina dispone di agevolazioni fiscali, al top di gamma il 2.0 litri Ecotec quattro cilindri turbo erogante 260 cavalli abbinati entrambi al cambio automatico GM a 9 rapporti.